# Manuel Larramendi
Manuel Garagorri Larramendi (Andoain, Gipuskoa, 25. prosinca 1690. – Azpeitia, Gipuskoa, 29. siječnja 1766.) bio je baskijski književnik, svećenik, filolog i povjesničar. Bio je veliki promicatelj baskijskog jezika i kulture u doba prosvjetiteljstva i poznati apologet, smatran za predvodnika foralizma, baskijskog nacionalizma, gipuskoanski književnik i prvi baskijski folklorist. On je napisao prvu gramatiku baskijskog jezika.

## Životopis
Rođen je u Andoainu, pravim imenom Manuel de Garagorri Itaztxe, ali očito neka razilaženja svojim ocem napravila su da usvoji majčino prezime Larramendi vjerojatno od malena, dok je pohađao školu u Hernaniju. Kad mu je bilo dvanaest godina njegov otac je umro, a njegov ujak ga je odveo u isusovačku gimnaziju u Bilbao, gdje je radio kao službenik za neko vrijeme. Sa sedamnaest godina pridružio se redu i počeo svoj studij u Villagarcia de Campos, a zatim je studirao filozofiju na Medina del Campo, uskoro otišavši na Sveučilištu u Salamanci studirati teologiju.
Između 1715. i 1720. ostao je u Salamanci, gdje je podučavao gramatiku za godinu dana i izrekao propovijed u čast pokojne kraljice Margarite 1716. Godine 1720.  počeo je predavati filozofiju na Medina del Campo, što je bio kojem se posvetio četiri godine i 1730. vratio u Salamancu u zvanje predavača. Poslije je otišao u Valladolid, u školu San Ambrosio, propovijedati i podučavati moralnu teologiju.
Ne htjedovši postati docent, bio je imenovan ispovjednikom udovice Karla II., Mariane de Neuburgo. Zbog raznih glasina koji su nastali protiv njega i kraljice, Larramendi je otišao u Sevillu, gdje je njegov ugled obnovio Filip V., a zatim otišao u mirovinu u Svetište Loyola (Azpeitia). Prvi spomen o njemu je u svetištu 1734., gdje se pojavljuje kao " operarius et Concionator ". Tamo je ostao 30 godina, sve do svoje smrti, ne samo pišući u korist baskijskog, nego čak i sudjelujući u općinskim problemima kao posrednik.
Smatra se jednim od najsjajnijih stručnjaka za baskijski jezik i sudjelovao je u brojnim raspravama o tom jeziku

## Djela

### Na španjolskom

#### De la antigüedad y universalidad del Bascuenze en España (1728.)
Larramendi radi ovaj rad kao obranu i apologiju baskijskog jezika kao što je jasno iz   naslova.  Uočavaju se zamisli koje će uobličiti u svojoj gramatici. On hvali sljedeće aspekte baskijskog jezika:
- to je najstariji jezik Španjolske.
- podrijetlo mnogih španjoskih riječi je baskijsko. Braneći ovu tezu koristio je nepouzdanu etimologiju.
- nema pogrešaka, stoga je bolji od okolnih jezika
- to je filozofski, uobičajen jezik, uz nekoliko iznimaka, slatkih i ugodnih
- kao i Joanes Etxeberri iz Sare uzima argumente korištene protiv baskijskog i odgovora na njih, dajući argumente u prilog baskijskog tome i ismijava one koji smatraju nedostojanstvenim baskijski jezik.

#### Discurso histórico sobre la famosa Cantabria  (1736.)
Autor se vraća apologiji govornika baskijskog jezika (euskaldúna) koje smatra potomcima Kantabrijaca koje Rimljani nisu mogli pokoriti, stoga u suprotnosti s onim što je rekao Oihenart u Notitia utrisque vasconiae, prvoj knjizi o povijesti Baskije pisane s baskijske točke gledišta.

#### Sobre los fueros de Guipúzcoa (1756. – 58.)
Iako nije objavljeno do 1983. godine ne može se reći da je ovo djelo prošlo nezapaženo ostatku autora (u književnosti u baskijskom jeziku   bilo je uobičajeno   cirkuliranje rukopisnih primjeraka, zbog problema s tiskanjem),  jer se izravno suočava s političkima problemima, brani zubima i noktima povelje (koje po njemu datiraju iz vremena Tubala) i plemenitost i univerzalnog viteštvokoje svi Baskij imaju po pravu od rođenja, u odnosu na ostatak podanika subjekata španjolske krune (Corona Hispánica).
Larramendi razvija sve vrste argumenata i opravdanja u korist povelja,  jer ih vidi ugroženima. Oštro napada one koji smatraju fuerose privilegijama, pa su one za njega temelj neovisnosti i autonomije baskijskih pokrajina, to jest, stečena prava i dogovori u svrhu čije Gipuskoa ima pravo mogao koristiti silu.
Vrlo je vjerojatno da je Decreto de Nueva Planta  bio uzrok ove obrane povelja   pod svaku cijenu od povelje, s obzirom na viđeno što se dogodilo u Kataloniji i Francuskoj i prijedlogu o Ujedinjenima pokrajinama Pirineja, gdje bi bili ujedinjeni svi baskijski teritoriji.
"Koji je razlog za naciju vascongada, izvorne naseljenike Španjolske ... ova povlaštena nacija i plemenitijeg podrijetla, ne bude odvojeni narod, vlastita nacija, slobodna i neovisna od drugih
"Projekt pokrajinskih jedinica Pirineja je doista veličanstvena i poseban (lijepo). Republika nek se proslavi svojom aristrokratskom ili demokratskom vlast, kako najbolje priliči, uzimajući od bivših republika sve što ih je učinilo slavnim i poznatim u svijetu, i od modernih sve pogodno za njeno trajanje i opstanak. "

#### Corografía o descripción general de la muy noble y leal Provincia de Guipúzcoa (1756.)
Djelo je napisano za hvalu i Gipuskoe i Gipuskoanaca,  njihovih običaja i odijevanja, zemljopisa, religije, plesove, poljoprivredu, ribarstvo itd. Ovo djelo očito manje važnosti bit će početak jedne osebujne polemike koju je probudio između različitih autora na baskijskom jeziku  (neki od njih već preminulih), Fray Bartolome, Pedro Antonio Añibarro i Mendiburu kritizirali su baskijske plesove, dok su Joan Ignazio Iztueta i Larramendi (oba Gipuskoanci) bili posvećeni njihovoj pohvali i skupljanju podataka o njima, danas od neprocjenjive etnografske vrijednosti.

### Na baskijskom
Njegov apologetska namjera navela ga je na pisanje na španjolskom jeziku, jer se u to vrijeme baskijski odbacivao. Međutim,  Larramendi je znao svoj jeziki napisao malo (oko 200 stranica) : propovijedi, pjesme, uvode i par pisam i jedan kršćanski nauk. Imao je konzistentnu prozu ali bogata vokabulara. Njega se smatra majstorom proze Južne Baskije (Hegoalde), ne samo zato što je bio "duhovni vođa"  apologeta, nego i zato što je (bio) model za druge autore.

#### El imposible vencido. Arte de la Lengua Bascongada
Ova knjiga nije mogla biti jasniji odgovor onima koji su vjerovali da je nemoguće opisati baskijsku gramatiku. Ova gramatika (točnije gipuskoanskog narječja) izrađena je na osnovu gramatike kastiljanskog, jako ovisne o latinskoj gramatici, tako da ponekad ne uspijeva opisati određene aspekte jezika. Sadrži opsežan predgovor u kojem veliča jezik Baska.

#### Diccionario trilingüe: Castellano, Bascuence y Latín
Ovo je najpoznatije i najkontroverznije Larramendijevo djelo, jer čak i uz sve greške koje je sadržavalo njegov utjecaj na baskijsku književnost je neupitan. U ovom poslu je želio prevesti nedavno objavljeni kompletan leksikon Kraljevske akademije španjolskog jezika. Iako se općenito smatra titanskim djelom rad s leksikografske točke gledišta, ono je također imalo u izobilju ekscentričnosti kojima je on bio privržen.
U svom predgovoru (1745., poglavlje 8, str. 82, izmišlja da je sam otkrio navodni prapovijesni baskijski natpis, napisan na nepoznatom pismu na metalnoj ploči (Almagro - Gorbea, 2003, str. 223 e .), 10 koja označava kao "perseverare diabolicum" nespojivu sa znanstvenim istraživanjem za istinom uzrokovanom ideološkom tvrdoglavosti.  M.  Larramendi je prevodi kao :
Našem velikom Stvoritelju, Baski (Escaldunes), iz njegove ruke i podčinjenja izgradili smo mu   ovu čvrstu metalnu ploču, u doba kad je do nas došao prvi put prvi drukčiji strani jezik drugačije ; ( činimo je)  da razumiju naši nasljednici kako obožavamo i to jako samo jednog, a ne kao ovi pridošlice, toliko lažljivih i smiješnih bogova .
Nema potrebe raditi danas pregled ovog teksta, koji bi bio anakron, ali moramo se naglasiti da su i njegovi suvremenici to učinili, ali bez rješenja. 
U tom smislu, Larramendi koristi puno riječi latinskog podrijetla i pokušava pronaći baskijsko podrijetlo u njima, ili stvara novotvorenice za opisati dotad nepoznatih stvari na baskijskom jeziku kao "duhan" (surrautsa) ili "čokolada" (godaria), ponekad ignoriranje pravila deriviranja i sastavljanja. Bez temeljitog istraživanja teško je znati što je pokupio iz narodnih govora a što su neologizama koje je on sam bio stvorio. Ono što Larramendi zove fakultativni glasovi (znanstvene pojmovi, filozofski) shvaća se kao pokušaj autora da pokaže ispravnost baskijskog jezika za korrištenje u bilo kojem znanstvenom području. Ostatak njegovih tekstova se teksta izbjegavali su i njegovi sljedbenici, premda je mnogog neologizama proizašlih iz pera Larramendija preživjelo u pisanoj tradiciji i stoga se uvuklo u suvremeni baskijski jezik  garrantzi (važnost) ili hilezkor (besmrtni) .
Koldo Mitxelena je proveo istraživanje o izvorima koje je koristio Larramendi u pripremi svog rječnika. Zahvaljujući ovom istraživanju provjerene su zbirke rukopisa i knjiga koje je napravio autor.

## Djela
- De la antigüedad y universalidad del Bascuence en España (Salamanca, 1728.)
- El Imposible vencido. Arte de la lengua vascongada (1729.)
- Diccionario Trilingüe del Castellano, Bascuence, Latin (1745.)
- Discurso histórico sobre la antigua famosa Cantabria. Question decidida si las provincias de Bizcaya, Guipuzcoa y Alaba estuvieron comprehendidas en la Antigua Cantabria (1736.)
- Corografia de la muy noble y muy leal provincia de Guipuzcoa (1754.)
- Sobre los fueros de Guipuzcoa.

## Vanjske poveznice
- Baskijska digitalna enciklopedija "Auñamendi"